# Casque d'Oppeano
Le casque d'Oppeano est un casque en bronze de l'Âge du fer trouvé à Oppeano, petite ville de la province de Vérone (Italie), et conservé au Musée archéologique national de Florence. Il appartient à la civilisation atestine.

## Découverte
Le casque a été découvert dans la deuxième moitié du XIXe siècle au lieu-dit Montara sur la commune d'Oppeano (province de Vérone) ; Oppeano se trouve à une vingtaine de kilomètres au sud-est de Vérone , c'était l'un des centres importants des Vénètes dans la plaine véronèse.

## Description
Le casque en bronze est d'une facture soignée. Il a une forme conique et il est surmonté d'un bouton ; il est constitué d'une feuille de bronze maintenue par des rivets. Il porte un décor incisé : une frise comportant cinq chevaux et un centaure ailé, entre des frises de dessins géométriques.
Le casque ne peut avoir, par sa forme, de fonction militaire. Il doit s'agir d'un objet rituel.